# JR東海グループ労働組合連合会
JR東海グループ労働組合連合会（ジェイアールとうかいグループろうどうくみあいれんごうかい、略称：JR東海連合（ジェイアールとうかいれんごう））は、東海旅客鉄道（JR東海）およびそのグループ企業における労働組合の連合組織である。日本鉄道労働組合連合会（JR連合）に加盟している。

## 概要
- 1990年（平成2年）11月 - 結成。
- 1992年（平成4年）5月18日 - 日本鉄道労働組合連合会（JR連合）の発足と同時に全加盟団体が加入する。

## 加盟組合
- 東海旅客鉄道労働組合（JR東海ユニオン）
- ジェイアール東海ツアーズ労働組合
- ジェイアール東海ホテルズ労働組合
- JR東海リテイリング・プラス労働組合
- ジェイアール東海関西開発労働組合
- ジェイアール東海高島屋労働組合
- ジェイアール東海情報システム労働組合
- ジェイアール東海物流労働組合
- ジェイアール東海建設労働組合
- ジェイアール東海コンサルタンツ労働組合
- ジェイアール東海総合ビルメンテナンス労働組合
- JR東海エージェンシー労働組合
- ジェイアール東海バスユニオン
- 東海キヨスク労働組合
- 東海交通事業労働組合
- 東海交通機械労働組合
- 東海整備労働組合
- セントラルメンテナンス労働組合
- 新幹線メンテナンス東海労働組合
- 新幹線エンジニアリング労働組合
- 関西新幹線サービック労働組合
- 新生テクノス労働組合
- 松浦商店労働組合